# Горна-Кула
Горна-Кула (болг. Горна кула) — село в Болгарии. Находится в Кырджалийской области, входит в общину Крумовград. Население составляет 386 человек.

## Политическая ситуация
В местном кметстве Горна-Кула, в состав которого входит Горна-Кула, должность кмета (старосты) исполняет Джемалетин Мехмед Налбант (Движение за права и свободы (ДПС)) по результатам выборов.
Кмет (мэр) общины Крумовград — Себихан Керим Мехмед (Движение за права и свободы (ДПС)) по результатам выборов.